# Kickapoo Site 5
Kickapoo Site 5 es un lugar designado por el censo ubicado en el condado de Brown en el estado estadounidense de Kansas. En el año 2010 tenía una población de 66 habitantes.

## Geografía
Kickapoo Site 5 se encuentra ubicado en las coordenadas 39°40′43.69″N 95°40′42.42″O / 39.6788028, -95.6784500 (39.678804° 	-95.678451°).